# Yusuke Imai
Yusuke Imai (Japans: 今井 裕介, Imai Yusuke) (Minamisaku (Nagano), 20 september 1977) is een Japans oud-schaatser.

## Records

### Wereldrecords
| Nr.  | Afstand               | Tijd    | Datum            | Baan    |
| ---- | --------------------- | ------- | ---------------- | ------- |
| jr1. | 1500 meter (junioren) | 1.52,88 | 2 maart 1996     | Calgary |
| jr2. | 1500 meter (junioren) | 1.52,78 | 9 maart 1996     | Calgary |
| jr3. | 1500 meter (junioren) | 1.52,33 | 23 februari 1997 | Calgary |

## Resultaten
| Jaar | Olympische Spelen   | WK Afstanden        | WK Sprint | WK Junioren |
| ---- | ------------------- | ------------------- | --------- | ----------- |
| 1995 |                     |                     |           | Brons       |
| 1996 |                     |                     |           | 6e          |
| 1997 |                     |                     |           | 5e          |
| 1998 | 11e 1000m 16e 1500m | 11e 1000m           | -         |             |
| 1999 |                     | 10e 1500m           | -         |             |
| 2000 |                     | 11e 1000m 12e 1500m | -         |             |
| 2001 |                     | 7e 1000m 5e 1500m   | 16e       |             |
| 2002 | 15e 1000m 34e 1500m |                     | 15e       |             |
| 2003 |                     | 11e 1000m           | 14e       |             |
| 2004 |                     | -                   | 16e       |             |
| 2005 |                     | 9e 1000m            | -         |             |
| 2006 | 20e 1000m 34e 1500m |                     | 12e       |             |

- = geen deelname
→ = kampioenschap moet nog gehouden worden

### Medaillespiegel
| Kampioenschap     | Goud | Zilver | Brons |
| ----------------- | ---- | ------ | ----- |
| Olympische Spelen | 0    | 0      | 0     |
| WK Afstanden      | 0    | 0      | 0     |
| WK Sprint         | 0    | 0      | 0     |
| WK Junioren       | 0    | 0      | 1     |